# The Mirror Pool
The Mirror Pool est le premier album solo de Lisa Gerrard, sorti en 1995. 

## Pistes de l'album
Toutes les chansons sont écrites et composées par Lisa Gerrard, sauf indication contraire.
| No  | Titre                              | Auteur                                           | Durée |
| --- | ---------------------------------- | ------------------------------------------------ | ----- |
| 1.  | Violina (The Last Embrace)         |                                                  | 5:44  |
| 2.  | La Bas (Song of the Drowned)       |                                                  | 7:41  |
| 3.  | Persian Love Song (The Silver Gun) | traditionnel, arr. Lisa Gerrard                  | 2:33  |
| 4.  | Sanvean (I Am Your Shadow)         | Lisa Gerrard, Andrew Claxton                     | 3:48  |
| 5.  | The Rite                           |                                                  | 3:22  |
| 6.  | Ajhon                              |                                                  | 3:09  |
| 7.  | Glorafin                           |                                                  | 4:50  |
| 8.  | Majhanavea's Music Box             |                                                  | 1:34  |
| 9.  | Largo                              | Georg Friedrich Haendel                          | 2:52  |
| 10. | Werd                               |                                                  | 1:39  |
| 11. | Laurelei                           | arr. Lisa Gerrard, John Bonnar, Jacek Tuschewski | 5:59  |
| 12. | Celon                              |                                                  | 6:06  |
| 13. | Venteles                           |                                                  | 2:37  |
| 14. | Swans                              |                                                  | 5:47  |
| 15. | Nilleshna                          |                                                  | 6:29  |
| 16. | Gloradin                           |                                                  | 3:56  |